# Plebiscyt Przeglądu Sportowego 2009
75. Plebiscyt na 10 Najlepszych Sportowców Polski 2009 roku Przeglądu Sportowego został rozstrzygnięty 3 stycznia 2010 podczas Gali Mistrzów Sportu w Warszawie.
Nominowanych zostało dwudziestu sportowców, w tym polscy medaliści XII Mistrzostw Świata w Lekkoatletyce. Głosowanie przeprowadzane było w dwóch etapach - wybór pierwszej dziesiątki, a następnie - podczas gali - najlepszego sportowca, który otrzymał statuetkę Złotego Czempiona.

## Nominowani
| Nr | Miejsce | Kandydat                                                         | Dyscyplina sportu                         | Klub sportowy                                           | Osiągnięcia w 2009 | Wręczający statuetkę                   | Uwagi                                      |
| -- | ------- | ---------------------------------------------------------------- | ----------------------------------------- | ------------------------------------------------------- | --- | -------------------------------------- | ------------------------------------------ |
| 8  | 1.      | Justyna Kowalczyk                                                | narciarstwo klasyczne (biegi narciarskie) | AZS-AWF Katowice                                        | dwa złote medale i jeden brązowy Mistrzostw Świata 2009, Kryształowa Kula i Mała Kryształowa Kula Pucharu Świata 2008/2009                                                  | Włodzimierz Szaranowicz, Marcin Kalita | nieobecna z powodu zawodów w Val di Fiemme |
| 18 | 2.      | Anita Włodarczyk                                                 | lekkoatletyka (rzut młotem)               | AZS-AWF Poznań                                          | pobicie rekordu świata i złoty medal Mistrzostw Świata 2009, 1. miejsce Zimowego Pucharu Europy 2009, 1. miejsce Drużynowych Mistrzostw Europy 2009                         | Robert Korzeniowski                    |                                            |
| 5  | 3.      | Piotr Gruszka                                                    | piłka siatkowa                            | Delecta Bydgoszcz Arkas Spor Izmir                      | złoty medal i MVP Mistrzostw Europy 2009 | Franciszek Smuda                       |                                            |
| 10 | 4.      | Tomasz Majewski                                                  | lekkoatletyka (pchnięcie kulą)            | AZS-AWF Warszawa                                        | złoty medal Halowych Mistrzostw Europy 2009, srebrny medal Mistrzostw Świata 2009, 1. miejsce Drużynowych Mistrzostw Europy 2009, 2. miejsce w Światowym Finale IAAF 2009   | Szymon Kołecki                         | odebrał Czesław Zapała, menedżer           |
| 15 | 5.      | Anna Rogowska                                                    | lekkoatletyka (skok o tyczce)             | SKLA Sopot                                              | złoty medal Mistrzostw Świata 2009 |                                        |                                            |
| 6  | 6.      | Adam Korol, Michał Jeliński, Marek Kolbowicz, Konrad Wasielewski | wioślarstwo                               | AZS AWFiS Gdańsk, Czarni Szczecin, AZS AWF Gorzów Wlkp. | złoty medal Mistrzostw Świata 2009 | Otylia Jędrzejczak                     |                                            |
| 3  | 7.      | Tomasz Gollob                                                    | żużel                                     | Stal Gorzów Wielkopolski                                | IMP 2009, Drużynowy Puchar Świata 2009, srebrny medal IMŚ 2009 | Tomasz Lis                             |                                            |
| 1  | 8.      | Tomasz Adamek                                                    | boks                                      |                                                         | obrona pasa IBF w wadze junior ciężkiej, wywalczenie pasa IBO w wadze junior ciężkiej                                                                                       | Jerzy Kulej                            |                                            |
| 2  | 9.      | Anna Barańska                                                    | piłka siatkowa                            | BKS Stal Bielsko-Biała                                  | brązowy medal Mistrzostw Europy 2009 | Tomasz Wójtowicz                       | odebrał Mirosław Przedpełski               |
| 19 | 10.     | Maja Włoszczowska                                                | kolarstwo (górskie)                       | CCC Polkowice                                           | złoty i srebrny medal Mistrzostw Europy 2009 MTB XC | Czesław Lang                           |                                            |
| 4  |         | Marcin Gortat                                                    | koszykówka                                | Orlando Magic                                           | udział w finale NBA 2009, 9. miejsce Mistrzostw Europy 2009 |                                        |                                            |
| 7  |         | Paweł Korzeniowski                                               | pływanie                                  | AZS AWF Warszawa                                        | srebrny medal Mistrzostwa Świata 2009 |                                        |                                            |
| 9  |         | Paulina Ligocka                                                  | Snowboarding                              |                                                         | brązowy medal Mistrzostw Świata 2009 |                                        |                                            |
| 11 |         | Piotr Małachowski                                                | lekkoatletyka (rzut dyskiem)              | WKS Śląsk Wrocław                                       | srebrny medal Mistrzostw Świata 2009, złoty medal Mistrzostw Świata Wojskowych 2009, 1. miejsce Drużynowych Mistrzostw Europy 2009, 3. miejsce w Światowym Finale IAAF 2009 |                                        |                                            |
| 12 |         | Julia Michalska, Magdalena Fularczyk                             | wioślarstwo                               | PTW Tryton                                              | złoty medal Mistrzostw Świata 2009 |                                        |                                            |
| 13 |         | Monika Pyrek                                                     | lekkoatletyka (skok o tyczce)             | MKL Szczecin                                            | srebrny medal Mistrzostw Świata 2009, 1. miejsce Drużynowych Mistrzostw Europy 2009, 2. miejsce w Światowym Finale IAAF 2009                                                |                                        |                                            |
| 14 |         | Agnieszka Radwańska                                              | tenis                                     | Nadwiślan Kraków                                        | ćwierćfinał Wimbledonu 2009, finał China Open 2009, 10. miejsce w rankingu Women’s Tennis Association na koniec sezonu                                                      |                                        |                                            |
| 16 |         | Tomasz Sikora                                                    | biathlon                                  | AZS-AWF Katowice NKS Dynamit Chorzów                    | srebrny medal Pucharu Świata 2008/2009 |                                        |                                            |
| 17 |         | Sławomir Szmal                                                   | piłka ręczna                              | Rhein-Neckar Löwen                                      | brązowy medal Mistrzostw Świata 2009 |                                        |                                            |
| 20 |         | Szymon Ziółkowski                                                | lekkoatletyka (rzut młotem)               | AZS AWF Poznań                                          | srebrny medal Mistrzostw Świata 2009, 2. miejsce Drużynowych Mistrzostw Europy 2009                                                                                         |                                        |                                            |
| 21 |         | Marcin Dołęga                                                    | podnoszenie ciężarów                      | Start Otwock                                            | złoty medal Mistrzostw Świata 2009 |                                        | [ 1 ]                                      |

## Nagrody specjalne
| Kategoria                               | Zwycięzca                                       | Wręczający         | Uwagi                                                   |
| --------------------------------------- | ----------------------------------------------- | ------------------ | ------------------------------------------------------- |
| Drużyna roku                            | reprezentacja Polski w piłce siatkowej mężczyzn |                    | odebrali Piotr Gruszka, Piotr Gacek i Daniel Castellani |
| Trener roku                             | Bogdan Wenta                                    |                    | nieobecny                                               |
| Odkrycie roku                           | Sylwester Bednarek                              |                    |                                                         |
| Niepełnosprawny sportowiec roku         | Natalia Partyka                                 |                    | nieobecna                                               |
| Gospodarz roku imprez sportowych        | Łódź                                            |                    | odebrał Włodzimierz Tomaszewski, wiceprezydent Łodzi    |
| Impreza masowa roku                     | Bieg Piastów                                    |                    | odebrał Julian Gozdowski, komandor biegu                |
| Wyróżniający się sportowiec zagraniczny | Bryan Bouffier                                  | Leszek Blanik      |                                                         |
| Telewizyjne wydarzenie roku             | Tour de Pologne                                 |                    |                                                         |
| Superczempion                           | Kamila Skolimowska                              | Mariusz Czerkawski | pośmiertnie, odebrał ojciec Robert Skolimowski          |